# Холмс, Виктория
Виктория («Вики») Холмс (англ. Victoria («Vicky») Holmes; род. 17 июля 1975, Беркшир, Англия) — английская писательница-фантаст, одна из соавторов серии книг «Коты-Воители» (вместе с Черит Болдри, Кейт Кэри и Тай Сазерленд под общим псевдонимом Эрин Хантер). Родилась в Беркшире, Англия. Она редактор серии книг «Коты-Воители».
На момент 25 октября 2017 года Виктория борется с раком, продолжая писать книги. Врачи говорят, что стадия довольно серьёзная, но эти диагнозы Виктории поставили в 2013 году.

## Биография
Виктория Холмс родилась 17 июля 1975 года в графстве Бекшир, на ферме. Уже в возрасте двух лет она обучалась верховой езде. Затем она училась играть на скрипке и флейте. Читать и писать она начала очень рано, будучи ещё ребёнком. 
В Оксфордском университете она изучала гуманитарные науки, английский язык и историю. Окончив Оксфордский университет, она взяла «год отдыха», работая с лошадьми на ферме. После этого она стала учительницей английского языка. Затем она стала работать в книжном издательстве «Harper Collins».
Сейчас Виктория Холмс работает над серией «Коты-Воители», являясь её редактором. Она придумывает сюжеты и героев, а Кейт Кэри и Черит Болдри пишут саму историю. Виктория Холмс первой прочитывает их черновики и вносит в них свои правки. Она придумывает название для всех книг серии, а также она придумала псевдоним «Эрин Хантер». Также она отвечает на письма фанатов. 
На официальном сайте «Котов-Воителей» она взяла псевдоним «Mousepaw», так-как в детстве её родственники и друзья называли её «Мышкой».

## Творчество

### Серия «Коты-Воители»
Новеллы
| Название                  | дата выхода | Год  |
| ------------------------- | ----------- | ---- |
| История Остролистой       | 13 марта    | 2012 |
| Знамение Невидимой Звезды | 11 сентября | 2012 |
| Путешествие Тучезвёзда    | 29 января   | 2013 |
| Ярость Когтя              | 28 января   | 2014 |
| просьба Листвички         | 22 апреля   | 2014 |
| Молчание Голубки          | 4 ноября    | 2014 |
| Месть Кленовницы          | 24 марта    | 2015 |
| Проклятие Гусохвоста      | 1 сентября  | 2015 |
| Прощание Горелого         | 26 января   | 2016 |

#### Путеводители по серии
| Название      | Год  |
| ------------- | ---- |
| Герои племён  | 2008 |
| Закон племён  | 2009 |
| Память племён | 2013 |
| Битвы племён  | 2010 |

### Романы
| Название               | Год  |
| ---------------------- | ---- |
| Rider of the Dark      | 2004 |
| The Horse from the Sea | 2005 |
| Heart of Fire          | 2006 |